# Виробне каміння

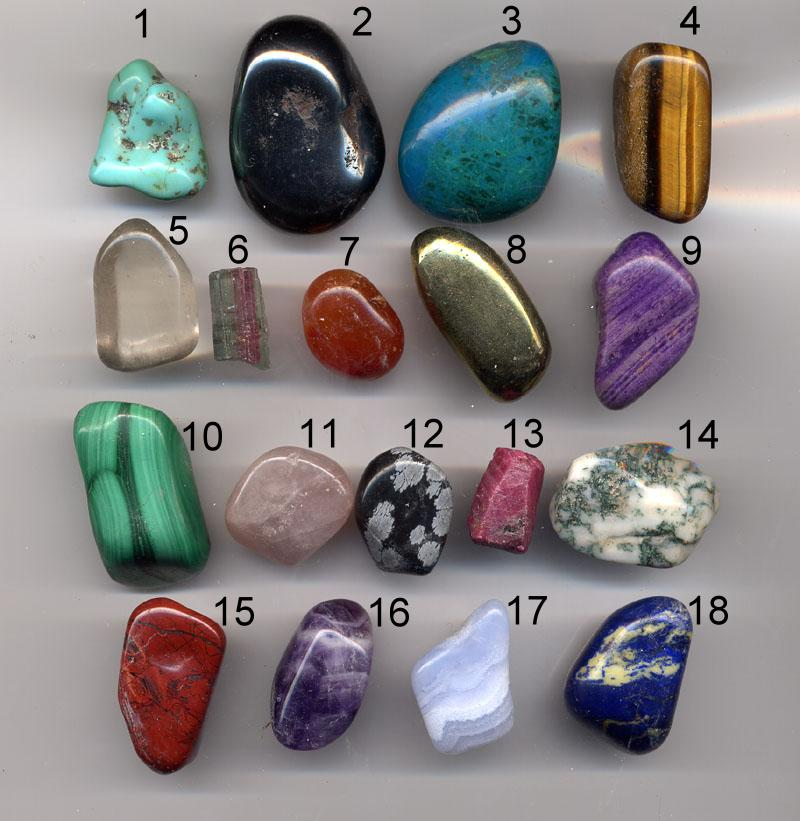
Виробне та ювелірно-виробне каміння:
1 — бірюза, 2 — гематит, 3 — хризокола, 4 — тигрове око
5 — кварц, 6 — турмалін, 7 — сердолік, 8 — пірит, 9 — сугіліт
10 — малахіт, 11 — рожевий кварц, 12 — сніжний обсидіан, 13 — рубін, 14 — моховий агат
15 — яшма, 16 — аметист, 17 — блакитний смугастий агат, 18 — афганський лазурит

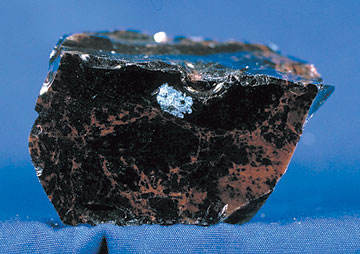
Обсидіан

Виробне́ камі́ння (англ. semi-precious stones, нім. Schmucksteine, Halbedelsteine) — мінерали та гірські породи з цінними властивостями (гарне забарвлення або структурний рисунок, в'язкість тощо), в результаті чого їх використовують для виготовлення художніх і декоративних виробів. Виробне каміння — яшма, мармуровий онікс, обсидіан, гагат, кремінь, графічний пегматит, флюорит, лиственіт, змійовик, кварцит кольоровий і авантюриновий, селеніт, кольоровий мармур та ін.

## Види
Прийнято розрізняти:
- тверде виробне каміння — твердість 5 і вище за шкалою Мооса
- м'яке виробне каміння — твердість 4 і нижче (мармуровий онікс, гагат, серпентиніт, гіпс-селеніт, агальматоліт та ін.).

Найрідкісніші й високодекоративні камені, які частково використовуються в ювелірних і ювелірно-галантерейних виробах, — малахіт, лазурит, нефрит, жадеїт, чароїт, агат, родоніт та ін. — іноді виділяються в особливу групу ювелірно-виробного каміння.

## Родовища
На території України виробне каміння є в Карпатах, Кримських горах, Донбасі, в межах Українського щита.

## Історія застосування
Кольорове каміння було першою сировиною для виробного промислу в Русі-Україні. З овруцьких пірофілітових сланців виготовляли прясла, побутові речі, барельєфи, різьблені саркофаги. Для прикрас використовували бурштин, сердолік, гірський кришталь. У XVIII—XIX ст. міжнародної слави набули українські лабрадорити. В Україні є понад 120 перспективних проявів виробного каміння. Відомі родовища пегматиту, лабрадориту, кварциту, мармуру, пірофілітового сланцю, родоніту, гіпсу, алуніту, ангідриту. Значними є прояви димчастого кварцу, моріону, гірського кришталю, содаліту, кольорового халцедону, яшми, гагату, малюнчастого кременю, унакіту, графічного пегматиту, чорномориту. Обробляє виробне каміння фабрика ВО «Західкварцсамоцвіти» (смт Хорошів Житомирської області), спеціалізовані майстерні в м. Києві.